# Lajos Tóth
Lajos Tóth  (ur. 25 sierpnia 1914 w Debreczynie, zm. 24 sierpnia 1984 tamże) – węgierski gimnastyk, medalista olimpijski z Londynu i uczestnik Letnich Igrzysk Olimpijskich w 1936 i 1952 roku.